# Адрара-Сан-Рокко
Адра́ра-Сан-Ро́кко (итал. Adrara San Rocco) — коммуна в Италии, расположена в области Ломбардия, подчинён административному центру Бергамо (провинция).
Население составляет 838 человек, плотность населения составляет 92 чел./км². Занимает площадь 9,09 км². Почтовый индекс — 24060. Телефонный код — 00035.
Покровителем города считается Святой Рох. Праздник города ежегодно празднуется 16 августа.